# Alwyn Hamilton
Alwyn Hamilton (* 10. září 1988 Toronto, Ontario) je kanadská spisovatelka literatury pro mládež a autorka knižní série Poušť v plamenech.

## Životopis
Narodila se v Torontu a následně žila v Evropě a Kanadě. Nakonec se však její rodiče rozhodli usadit ve Francii. Ve Francii vyrůstala v malém městečku Beaune. Poté se odstěhovala do Anglie, aby mohla studovat historii umění na koleji King's College na Cambridgeské univerzitě. Později se přestěhovala zpět do Francie, kde pracovala v knihkupectví. Nakonec se vrátila zpět do Anglie do Londýna, kde pracuje v aukčním domě.

## Dílo
Jejím debutním románem se stala kniha Poušť v plamenech, kterou následovala další dvě pokračování. Poušť v plamenech je psaná pro mládež a obsahuje prvky fantasy. Šestnáctiletá dívka Amani, hlavní protagonistka celé trilogie, opustila svoji rodnou vesnici Dustwalk, aby se vyhnula naplánovanému sňatku s jejím strýcem. Vydává se tak na cestu skrze magický venkov se snahou dostat se do fiktivního národa Miraji. Časopis Publishers Weekly napsal, že „se Hamiltonové podařilo smísit prvky romantiky a napínavých akcí.“ Kniha Poušť v plamenech byla v roce 2017 nominována asociací YALSA v kategorii „Teen's Top 10“.
Druhá kniha trilogie Zrádce trůnu pokračuje v příběhu Amani, která zjišťuje, že je z poloviny džinem a dokáže ovládat elementy. Deseret News napsalo, že Poušť v plamenech „byla dobrá, ale druhá kniha je mnohem lepší.“
The Globe and Mail popsal sérii slovy „když Osamělá holubice potká Aladina.“ Hamiltonová uvedla, že sbírka pohádek Tisíc a jedna noc měla velký vliv na její spisovatelskou kariéru.
Filmová práva k trilogii Poušť v plamenech byla zakoupena v roce 2017 Willow Smithovou.  Smithová by měla vést vývoj filmu. Dodala, že „nefyzické, kreativní a divoké ženské hrdinské putování volá po jedinečném vyprávění, které prostoupí skrze základy samotného příběhu.“